# Bundestagswahlkreis Unna I
Der Wahlkreis Unna I (Wahlkreis 143; bis zur Bundestagswahl 2021 Wahlkreis 144) ist ein Bundestagswahlkreis in Nordrhein-Westfalen. Er umfasst den südlichen Teil des Kreises Unna mit den Gemeinden Bergkamen, Bönen, Fröndenberg/Ruhr, Holzwickede, Kamen, Schwerte und Unna. Der Wahlkreis wurde bei allen Wahlen vom jeweiligen Kandidaten der SPD gewonnen.

## Wahlkreisgeschichte
Bei den ersten vier Bundestagswahlen zwischen 1949 und 1961 teilte sich der Kreis Unna mit der Stadt Hamm den Bundestagswahlkreis Unna – Hamm.
| Wahl      | Wahlkreisname | Gebiet |
| --------- | ------------- | --- |
| 1965–1976 | 123 Unna      | Kreis Unna |
| 1980–1998 | 116 Unna I    | die Städte und Gemeinden Bergkamen, Bönen, Fröndenberg/Ruhr, Holzwickede, Kamen, Schwerte und Unna aus dem Kreis Unna |
| 2002–2009 | 145 Unna I    | die Städte und Gemeinden Bergkamen, Bönen, Fröndenberg/Ruhr, Holzwickede, Kamen, Schwerte und Unna aus dem Kreis Unna |
| 2013–2021 | 144 Unna I    | die Städte und Gemeinden Bergkamen, Bönen, Fröndenberg/Ruhr, Holzwickede, Kamen, Schwerte und Unna aus dem Kreis Unna |
| 2025–     | 143 Unna I    | die Städte und Gemeinden Bergkamen, Bönen, Fröndenberg/Ruhr, Holzwickede, Kamen, Schwerte und Unna aus dem Kreis Unna |

## Wahlkreisabgeordnete
| Wahl | Abgeordneter | Abgeordneter     | Partei | Stimmen in % |
| ---- | ------------ | ---------------- | ------ | ------------ |
| 1965 |              | Manfred Schulte  | SPD    | 54,0         |
| 1969 | 57,4         | Manfred Schulte  | SPD    |              |
| 1972 | 64,1         | Manfred Schulte  | SPD    |              |
| 1976 | 59,5         | Manfred Schulte  | SPD    |              |
| 1980 | 59,1         | Manfred Schulte  | SPD    |              |
| 1983 | 55,0         | Manfred Schulte  | SPD    |              |
| 1987 |              | Ulrich Böhme     | SPD    | 55,4         |
| 1990 | 52,9         | Ulrich Böhme     | SPD    |              |
| 1994 | 55,5         | Ulrich Böhme     | SPD    |              |
| 1998 |              | Rolf Stöckel     | SPD    | 59,3         |
| 2002 | 56,4         | Rolf Stöckel     | SPD    |              |
| 2005 | 54,8         | Rolf Stöckel     | SPD    |              |
| 2009 |              | Oliver Kaczmarek | SPD    | 42,6         |
| 2013 | 46,7         | Oliver Kaczmarek | SPD    |              |
| 2017 | 38,8         | Oliver Kaczmarek | SPD    |              |
| 2021 | 40,8         | Oliver Kaczmarek | SPD    |              |
| 2025 | 31,8         | Oliver Kaczmarek | SPD    |              |

## Wahlergebnisse

### Bundestagswahl 2025
| Kandidaten                                             | Kandidaten                    | Parteien/Listen       | Erststimmen | Erststimmen | Zweitstimmen | Zweitstimmen |
| Kandidaten                                             | Kandidaten                    | Parteien/Listen       | Stimmen     | %           | Stimmen      | %            |
| ------------------------------------------------------ | ----------------------------- | --------------------- | ----------- | ----------- | ------------ | ------------ |
|                                                        | Oliver Kaczmarekgewählt im WK | SPD                   | 49.685      | 31,8        | 38.638       | 24,7         |
|                                                        | Tilman Rademacher             | CDU                   | 46.509      | 29,8        | 42.845       | 27,4         |
|                                                        | Michael Sacher                | Bündnis 90/Die Grünen | 14.059      | 9,0         | 16.276       | 10,4         |
|                                                        | Benjamin Lehmkühler           | FDP                   | 3.974       | 2,5         | 5.437        | 3,5          |
|                                                        | Friederike Hagelstein         | AfD                   | 29.070      | 18,6        | 29.405       | 18,8         |
|                                                        | Oliver Schröder               | Die Linke             | 9.491       | 6,1         | 11.269       | 7,2          |
|                                                        | –                             | Freie Wähler          | –           | –           | 716          | 0,5          |
|                                                        | –                             | Tierschutzpartei      | –           | –           | 2.489        | 1,6          |
|                                                        | –                             | dieBasis              | –           | –           | 289          | 0,2          |
|                                                        | –                             | Die PARTEI            | –           | –           | 923          | 0,6          |
|                                                        | –                             | Todenhöfer            | –           | –           | 245          | 0,2          |
|                                                        | Lea Emler                     | Volt                  | 1.948       | 1,2         | 948          | 0,6          |
|                                                        | –                             | MLPD                  | –           | –           | 54           | 0,0          |
|                                                        | –                             | PdF                   | –           | –           | 229          | 0,1          |
|                                                        | Sebastian Rühling             | Bündnis Deutschland   | 1.323       | 0,8         | 328          | 0,2          |
|                                                        | –                             | BSW                   | –           | –           | 6.286        | 4,0          |
|                                                        | –                             | MERA25                | –           | –           | 45           | 0,0          |
|                                                        | –                             | WerteUnion            | –           | –           | 73           | 0,0          |
| Gesamt                                                 | Gesamt                        | Gesamt                | 156.059     | 100         | 156.495      | 100          |
|                                                        |                               |                       |             |             |              |              |
| Ungültige Stimmen                                      | Ungültige Stimmen             | Ungültige Stimmen     | 1.408       | 0,9         | 972          | 0,6          |
| Wähler                                                 | Wähler                        | Wähler                | 157.467     | 82,7        | 157.467      | 82,7         |
| Wahlberechtigte                                        | Wahlberechtigte               | Wahlberechtigte       | 190.464     |             | 190.464      |              |
|                                                        |                               |                       |             |             |              |              |
| Quellen: Die Bundeswahlleiterin, Kandidaten – Ergebnis |                               |                       |             |             |              |              |

### Bundestagswahl 2021
| Kandidaten                                            | Kandidaten                    | Parteien/Listen      | Erststimmen | Erststimmen | Zweitstimmen | Zweitstimmen |
| Kandidaten                                            | Kandidaten                    | Parteien/Listen      | Stimmen     | %           | Stimmen      | %            |
| ----------------------------------------------------- | ----------------------------- | -------------------- | ----------- | ----------- | ------------ | ------------ |
|                                                       | Hubert Hüppe                  | CDU                  | 36.810      | 25,1        | 31.995       | 21,8         |
|                                                       | Oliver Kaczmarekgewählt im WK | SPD                  | 59.869      | 40,8        | 53.490       | 36,4         |
|                                                       | Suat Gülden                   | FDP                  | 9.137       | 6,2         | 15.286       | 10,4         |
|                                                       | Ulrich Lehmann                | AfD                  | 11.736      | 8,0         | 11.428       | 7,8          |
|                                                       | Michael Sacher                | GRÜNE                | 20.340      | 13,9        | 20.022       | 13,6         |
|                                                       | Andreas Meier                 | DIE LINKE            | 4.731       | 3,2         | 5.154        | 3,5          |
|                                                       | –                             | Die PARTEI           | –           | –           | 1.740        | 1,2          |
|                                                       | –                             | Tierschutzpartei     | –           | –           | 2.562        | 1,7          |
|                                                       | –                             | PIRATEN              | –           | –           | 534          | 0,4          |
|                                                       | Thomas Cieszynski             | FREIE WÄHLER         | 1.967       | 1,3         | 1.088        | 0,7          |
|                                                       | –                             | NPD                  | –           | –           | 144          | 0,1          |
|                                                       | –                             | ÖDP                  | –           | –           | 72           | 0,0          |
|                                                       | –                             | V-Partei³            | –           | –           | 102          | 0,1          |
|                                                       | –                             | Gesundheitsforschung | –           | –           | 193          | 0,1          |
|                                                       | Tobias Thylmann               | MLPD                 | 185         | 0,1         | 64           | 0,0          |
|                                                       | –                             | Die Humanisten       | –           | –           | 107          | 0,1          |
|                                                       | –                             | DKP                  | –           | –           | 24           | 0,0          |
|                                                       | –                             | SGP                  | –           | –           | 11           | 0,0          |
|                                                       | Artur Helios                  | dieBasis             | 1.451       | 1,0         | 1.151        | 0,8          |
|                                                       | –                             | Bündnis C            | –           | –           | 89           | 0,1          |
|                                                       | –                             | du.                  | –           | –           | 76           | 0,1          |
|                                                       | –                             | LIEBE                | –           | –           | 211          | 0,1          |
|                                                       | –                             | LKR                  | –           | –           | 19           | 0,0          |
|                                                       | –                             | PdF                  | –           | –           | 45           | 0,0          |
|                                                       | –                             | LfK                  | –           | –           | 175          | 0,1          |
|                                                       | –                             | Team Todenhöfer      | –           | –           | 823          | 0,6          |
|                                                       | –                             | Volt                 | –           | –           | 331          | 0,2          |
| Gesamt                                                | Gesamt                        | Gesamt               | 146.761     | 100         | 146.936      | 100          |
|                                                       |                               |                      |             |             |              |              |
| Ungültige Stimmen                                     | Ungültige Stimmen             | Ungültige Stimmen    | 1.322       | 0,9         | 1.147        | 0,8          |
| Wähler                                                | Wähler                        | Wähler               | 148.083     | 76,1        | 148.083      | 76,1         |
| Wahlberechtigte                                       | Wahlberechtigte               | Wahlberechtigte      | 194.493     |             | 194.493      |              |
|                                                       |                               |                      |             |             |              |              |
| Quellen: Die Bundeswahlleiterin, Kandidaten – Stimmen |                               |                      |             |             |              |              |

### Bundestagswahl 2017
| Direktkandidat   | Partei                | Erststimmen in % | Zweitstimmen in % | Bundestagswahl 2013 Zweitstimmen in % |
| ---------------- | --------------------- | ---------------- | ----------------- | ------------------------------------- |
| Oliver Kaczmarek | SPD                   | 38,8             | 33,6              | 40,9                                  |
| Hubert Hüppe     | CDU                   | 31,8             | 27,2              | 31,9                                  |
| Heike Schaumann  | FDP                   | 6,4              | 11,5              | 4,0                                   |
| Ruth Tietz       | Die Linke             | 5,4              | 6,9               | 6,2                                   |
| Michael Sacher   | Bündnis 90/Die Grünen | 6,4              | 6,9               | 7,9                                   |
| Andreas Handt    | AfD                   | 9,1              | 9,8               |                                       |

### Bundestagswahl 2013
| Direktkandidat         | Partei                | Erststimmen in % | Zweitstimmen in % | Bundestagswahl 2009 Zweitstimmen in % |
| ---------------------- | --------------------- | ---------------- | ----------------- | ------------------------------------- |
| Oliver Kaczmarek       | SPD                   | 46,7             | 40,9              | 37,6                                  |
| Hubert Hüppe           | CDU                   | 35,8             | 31,9              | 26,2                                  |
| Heike Schaumann        | FDP                   | 1,7              | 4,0               | 12,1                                  |
| Walter Wendt-Kleinberg | Die Linke             | 5,3              | 6,2               | 9,4                                   |
| Malte Spitz            | Bündnis 90/Die Grünen | 5,6              | 7,9               | 9,3                                   |
| Marcel Clostermann     | PIRATEN               | 2,4              | 2,2               | 1,7                                   |
|                        | Sonstige              | -                | 6,8               |                                       |

### Bundestagswahl 2009
| Direktkandidat          | Partei                | Erststimmen in % | Zweitstimmen in % | Bundestagswahl 2005 Zweitstimmen in % |
| ----------------------- | --------------------- | ---------------- | ----------------- | ------------------------------------- |
| Oliver Kaczmarek        | SPD                   | 42,6             | 37,6              | 50,3                                  |
| Hubert Hüppe            | CDU                   | 32,4             | 26,2              | 26,6                                  |
| Gero Heinrich Bangerter | FDP                   | 6,4              | 12,1              | 7,8                                   |
| Friedrich Ostendorff    | Bündnis 90/Die Grünen | 8,7              | 9,3               | 7,2                                   |
| Walter Wendt-Kleinberg  | Die Linke             | 8,5              | 9,4               | 5,4                                   |
| –                       | REP                   | –                | 0,2               | 0,3                                   |
| –                       | Die Tierschutzpartei  | –                | 0,7               | 0,5                                   |
| Holger Steinbiß         | NPD                   | 1,5              | 1,1               | 1,0                                   |
| –                       | Familie               | –                | 0,5               | 0,4                                   |
| –                       | PIRATEN               | –                | 1,7               | –                                     |
| –                       | RENTNER               | –                | 0,7               | –                                     |
| –                       | Zentrum               | –                | 0,0               | 0,0                                   |
| –                       | BüSo                  | –                | 0,0               | 0,0                                   |
| –                       | Volksabstimmung       | –                | 0,1               | 0,1                                   |
| –                       | MLPD                  | –                | 0,0               | 0,0                                   |
| –                       | PSG                   | –                | 0,0               | 0,0                                   |